# Efeito de coorte
O termo efeito de coorte é utilizado para descrever variações nas características em dados em um estudo (por exemplo, a incidência de uma certa característica) sobre o tempo, entre indivíduos que possuem em comum certas experiências de vida (por exemplo, exposição a um certo evento).